# Melvin Adrien
Melvin Adrien (ur. 30 sierpnia 1993 w Le Port) – madagaskarski piłkarz pochodzenia francuskiego występujący na pozycji bramkarza we francuskim klubie FC Martigues oraz w reprezentacji Madagaskaru.

## Kariera klubowa

### Amiens AC
1 lipca 2016 podpisał kontrakt z klubem AC Amiens. Zadebiutował 13 sierpnia 2016 w meczu Championnat National 2 przeciwko FC Fleury 91 (1:1).

### FC Martigues
9 sierpnia 2018 przeszedł do drużyny FC Martigues. Zadebiutował 11 sierpnia 2018 w meczu Championnat National 2 przeciwko Annecy (0:3).

## Kariera reprezentacyjna

### Madagaskar
W 2017 roku otrzymał powołanie do reprezentacji Madagaskaru. Zadebiutował 11 listopada 2017 w meczu towarzyskim przeciwko reprezentacji Komorów (1:1). 16 maja 2019 otrzymał powołanie na Puchar  Narodów Afryki 2019. W Pucharze Narodów Afryki 2019 zadebiutował 22 czerwca 2019 w meczu fazy grupowej przeciwko reprezentacji Gwinei (2:2).

## Statystyki

### Klubowe
(aktualne na dzień 7 marca 2021)
| Klub               | Sezon              | Liga                   | Liga  | Liga   | Puchar kraju | Puchar kraju | Suma  | Suma   |
| Klub               | Sezon              | Liga                   | Mecze | Bramki | Mecze        | Bramki       | Mecze | Bramki |
| ------------------ | ------------------ | ---------------------- | ----- | ------ | ------------ | ------------ | ----- | ------ |
| AC Amiens          | 2016/17            | Championnat National 2 | 29    | 0      | 0            | 0            | 29    | 0      |
| AC Amiens          | 2017/18            | Championnat National 2 | 27    | 0      | 0            | 0            | 27    | 0      |
| AC Amiens          | Ogólnie            | Ogólnie                | 56    | 0      | 0            | 0            | 56    | 0      |
| FC Martigues       | 2018/19            | Championnat National 2 | 29    | 0      | 0            | 0            | 29    | 0      |
| FC Martigues       | 2019/20            | Championnat National 2 | 15    | 0      | 0            | 0            | 15    | 0      |
| FC Martigues       | Ogólnie            | Ogólnie                | 44    | 0      | 0            | 0            | 44    | 0      |
| Ogólnie w karierze | Ogólnie w karierze | Ogólnie w karierze     | 100   | 0      | 0            | 0            | 100   | 0      |

### Reprezentacyjne
(aktualne na dzień 7 marca 2021)
| Reprezentacja | Rok     | Mecze | Bramki |
| ------------- | ------- | ----- | ------ |
| Madagaskar    |         |       |        |
| 2017          | 1       | 0     |        |
| 2018          | 1       | 0     |        |
| 2019          | 9       | 0     |        |
| 2020          | 3       | 0     |        |
| Ogólnie       | Ogólnie | 14    | 0      |

| Mecze i gole w reprezentacji | Mecze i gole w reprezentacji | Mecze i gole w reprezentacji | Mecze i gole w reprezentacji | Mecze i gole w reprezentacji  | Mecze i gole w reprezentacji | Mecze i gole w reprezentacji | Mecze i gole w reprezentacji    |
| Lp.                          | Data                         | Miejsce                      | Gospodarz                    | Gość                          | Wynik                        | Gol                          | Rozgrywki                       |
| ---------------------------- | ---------------------------- | ---------------------------- | ---------------------------- | ----------------------------- | ---------------------------- | ---------------------------- | ------------------------------- |
| 1.                           | 11.11.2017                   | Saint-Leu-la-Forêt           | Komory                       | Madagaskar                    | 1:1                          |                              | Mecz towarzyski                 |
| 2.                           | 24.03.2018                   | Franconville                 | Madagaskar                   | Kosowo                        | 0:1                          |                              | Mecz towarzyski                 |
| 3.                           | 02.06.2019                   | Luksemburg                   | Luksemburg                   | Madagaskar                    | 3:3                          |                              | Mecz towarzyski                 |
| 4.                           | 14.06.2019                   | Marrakesz                    | Madagaskar                   | Mauretania                    | 1:3                          |                              | Mecz towarzyski                 |
| 5.                           | 22.06.2019                   | Aleksandria                  | Gwinea                       | Madagaskar                    | 2:2                          |                              | Puchar Narodów Afryki 2019      |
| 6.                           | 26.06.2019                   | Aleksandria                  | Madagaskar                   | Burundi                       | 1:0                          |                              | Puchar Narodów Afryki 2019      |
| 7.                           | 30.06.2019                   | Aleksandria                  | Madagaskar                   | Nigeria                       | 2:0                          |                              | Puchar Narodów Afryki 2019      |
| 8.                           | 07.07.2019                   | Aleksandria                  | Madagaskar                   | Demokratyczna Republika Konga | 2:2 k. 4:2                   |                              | Puchar Narodów Afryki 2019      |
| 9.                           | 11.07.2019                   | Kair                         | Madagaskar                   | Tunezja                       | 0:3                          |                              | Puchar Narodów Afryki 2019      |
| 10.                          | 16.11.2019                   | Antananarywa                 | Madagaskar                   | Etiopia                       | 1:0                          |                              | el. Pucharu Narodów Afryki 2021 |
| 11.                          | 19.11.2019                   | Niamey                       | Niger                        | Madagaskar                    | 2:6                          |                              | el. Pucharu Narodów Afryki 2021 |
| 12.                          | 12.10.2020                   | Al-Dżadida                   | Burkina Faso                 | Madagaskar                    | 2:1                          |                              | Mecz towarzyski                 |
| 13.                          | 12.11.2020                   | Anyama                       | Wybrzeże Kości Słoniowej     | Madagaskar                    | 2:1                          |                              | el. Pucharu Narodów Afryki 2021 |
| 14.                          | 17.11.2020                   | Antananarywa                 | Madagaskar                   | Wybrzeże Kości Słoniowej      | 1:1                          |                              | el. Pucharu Narodów Afryki 2021 |